# Конфињи
Конфињи (итал. Configni) је насеље у Италији у округу Ријети, региону Лацио.
Према процени из 2011. у насељу је живело 148 становника. Насеље се налази на надморској висини од 487 м.

## Становништво
| 1931. | 1936. | 1951. | 1961. | 1971. | 1981. | 1991. | 2001. | 2011. |
| ----- | ----- | ----- | ----- | ----- | ----- | ----- | ----- | ----- |
| 1.032 | 1.059 | 1.051 | 891   | 739   | 783   | 752   | 705   | 672   |